# Dražen Sermek
Dražen Sermek, slovenski šahovski velemojster hrvaškega rodu, * 30. januar 1969, Osijek, Hrvaška.
Sermek je velemojster od leta 1994, njegov rating je 2547.
Sermek je bil slovenski članski prvak v letih 1993 in 1998. Bil je član slovenske olimpijske ekipe v letih 1994, 2000, 2002, 2004 in 2006.